# Stop-Chorus
Der Stop-Chorus oder auch Stop Time Chorus ist eine Arrangement- bzw. Musiziertechnik, die im Jazz, aber auch im Rock ’n’ Roll gelegentlich angewendet wird. Dabei gibt mehrere Takte hintereinander die Rhythmusgruppe knappe Akzente nur zu Beginn des Taktes (oder markiert sogar nur synchron den ersten Schlag eines jeden zweiten Taktes oder einer Viertaktgruppe), während der Solist – quasi unter erschwerten Bedingungen – in den Pausen alleine weiter spielt und improvisiert. Dabei entsteht zunächst der Eindruck, als würde der Beat plötzlich aufhören. Der Stop-Chorus wird z. T. als Steigerungsmittel am Ende eines Stückes eingesetzt.
Bereits 1923 spielte Johnny Dodds während seines Klarinettensolos in King Olivers Einspielung des Dippermouth Blues einen Chorus lang Stop Time; Oliver bediente sich im Folgejahr bei seiner Aufnahme des Tom Cat Blues dieser Technik. Auch Louis Armstrong nutzte bei seiner Einspielung des Potato Head Blues mit seiner Hot Five den Stop-Chorus. Jenseits des New-Orleans-Jazz und des Chicago-Jazz wird der Stop-Chorus auch im Modern Jazz verwendet, etwa von Sonny Rollins in I Know That You Know mit Dizzy Gillespie oder vom Modern Jazz Quartet in La Ronde.